# Adolfo Ruiz Cortines, Coxquihui
Adolfo Ruiz Cortines är en ort i Mexiko.   Den ligger i kommunen Coxquihui och delstaten Veracruz, i den sydöstra delen av landet, 190 km nordost om huvudstaden Mexico City. Adolfo Ruiz Cortines ligger 147 meter över havet och antalet invånare är 917.
Terrängen runt Adolfo Ruiz Cortines är kuperad åt sydväst, men åt nordost är den platt. Runt Adolfo Ruiz Cortines är det tätbefolkat, med 356 invånare per kvadratkilometer. Närmaste större samhälle är Olintla, 18,5 km sydväst om Adolfo Ruiz Cortines. Omgivningarna runt Adolfo Ruiz Cortines är en mosaik av jordbruksmark och naturlig växtlighet.